# Cá tra đuôi vàng
Cá tra đuôi vàng (tên khoa học: Pangasius pangasius) là một loài cá tra có nguồn gốc từ nước ngọt và nước lợ tại các con sông lớn ở Bangladesh, Ấn Độ, Myanmar và Pakistan. Nó cũng đã được du nhập vào Campuchia và Việt Nam. Loài này phát triển đến chiều dài 300 cm (118 inch). Loài này là quan trọng như một loại cá thực phẩm.